# Fosse condylaire
Les fosses condylaires (ou fosses condyliennes ou fossettes condyliennes postérieures) sont deux dépressions osseuses situées sur la face externe des parties latérales de l'os occipital.
Elles sont situées en arrière des condyles occipitaux. Dans le fond de ces fosses s'ouvre le canal condylaire permettant le passage d'une veine émissaire du sinus transverse de la dure-mère.

## Galerie

Crâne humain vu d'en bas avec les fosses condylaires (en rouge).
Crâne et vertèbres cervicales avec les fosses condylaires (en rouge).
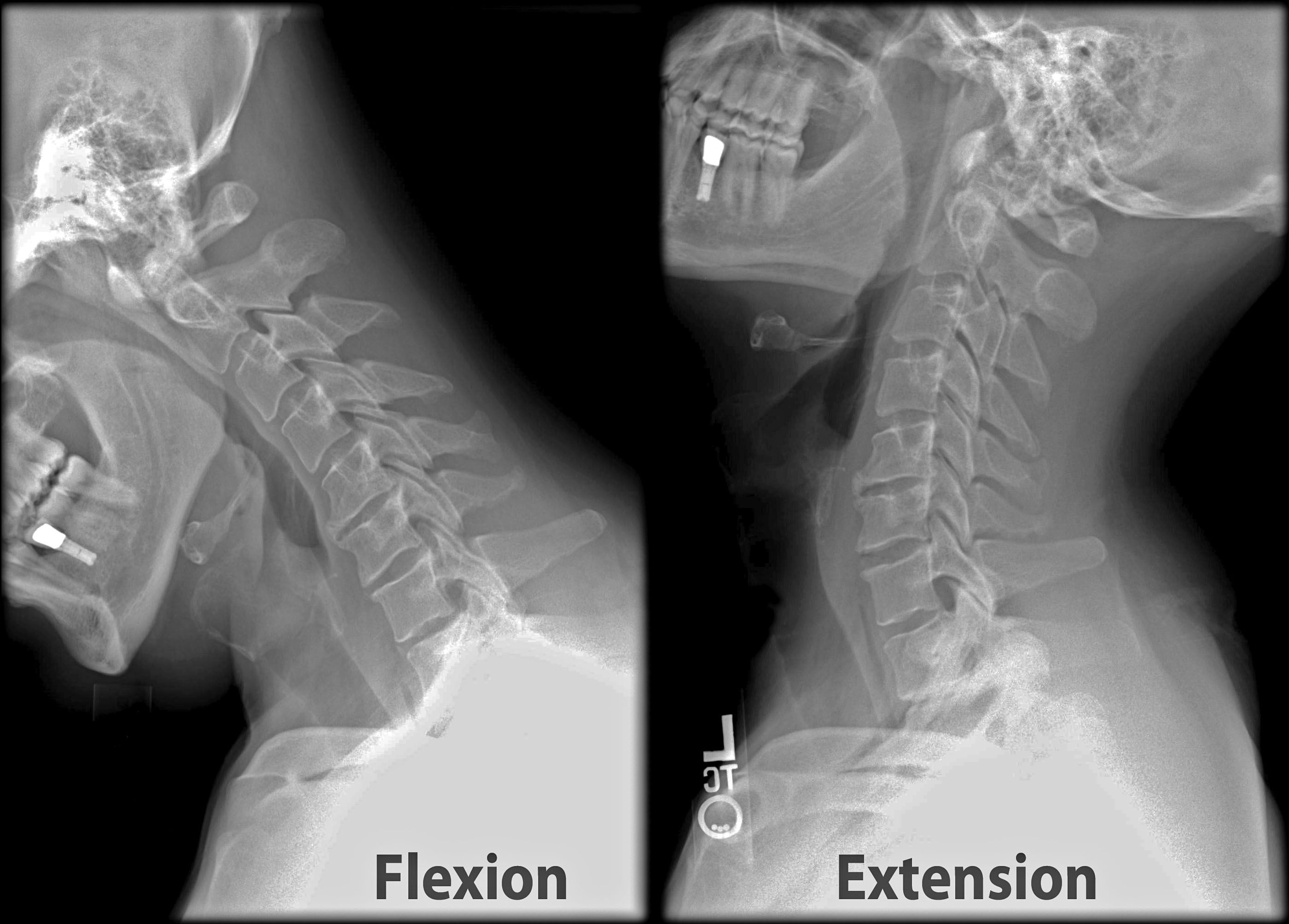
Radiographie de la colonne cervicale en flexion et en extension.